# The Frisky Mrs. Johnson
The Frisky Mrs. Johnson er en amerikansk stumfilm fra 1920 af Edward Dillon.

## Medvirkende
- Billie Burke som Belle Johnson
- Ward Crane som Jim Morley
- Jane Warrington som Grace Morley
- Lumsden Hare som Frank Morley
- Huntley Gordon som Lionel Heathcote
- Jean De Briac som Max Dendeau
- Robert Agnew som Lal Birkenread
- Leonora von Ottinger
- Emily Fitzroy som Chardley